# 鈴与セキュリティーサービス
鈴与セキュリティサービス株式会社（すずよセキュリティサービス）は、常駐警備、機械警備を主たる事業とする日本の警備会社。営業範囲は静岡県。

## 概要
鈴与グループの富士警備保障とセフテーが合併して設立された。主たる顧客は同じ鈴与グループの企業や地元清水の港湾関連企業だが、家庭向け機械警備の販売にも力を注いでいる。